# Diedrich Dieckmann
Diedrich Johann Dieckmann, auch Dietrich Dieckmann, (* 31. August 1878 in Twielenfleth; † 29. Juli 1936 in Braunschweig) war ein deutscher Chemiker und Bauingenieur.

## Leben
Dieckmann studierte Bauingenieurwesen an der Technischen Hochschule in Hannover. Während seines Studiums wurde er 1900 Mitglied der Hannoverschen Burschenschaft Germania. Er promovierte in Hannover 1911 mit einer Arbeit über die Feuersicherheit in Theatern.
Dieckmann war Direktor des „Baustofflaboratoriums“ der Architekturabteilung der Universität Carolo-Wilhelmina in Braunschweig, das Ende der 1920er Jahre gegründet worden war. Dieckmann arbeitete in den 1930er Jahren gemeinsam mit dem Physiker Ernst Lübcke auf dem Gebiet der Bauakustik. Kurz nach seinem Tode wurde 1937 das Institut für baulichen Luftschutz gegründet; Theodor Kristen trat seine Nachfolge als Direktor an.
Nach seinem Entwurf wurde ein Gedenkstein für die Gefallenen des Ersten Weltkriegs in Rahlstedt, Ortsteil Neurahlstedt errichtet, das 1926 eingeweiht wurde.

## Schriften (Auswahl)
- Die Feuersicherheit in Theatern. (= Dissertation, Hochschule Hannover). P.L. Jung, München 1911, OCLC 58553454.
- mit Ernst Glinzer: Prof. Dr. E. Glinzer’s Baustoffkunde. Degener, Leipzig 1917, OCLC 162979158.
- Leitfaden der Chemie für Baugewerkschulen und andere technische Fachschulen. In: Unterricht an Baugewerkschulen. Band 2. Teubner, Leipzig 1930, OCLC 72495597.
- Osmose-Normal-Verfahren. Braunschweig 1935, OCLC 258704038.
- mit Ernst Lübcke: Bauakustische Untersuchungen. In: Gemeinsame Mitteilung aus dem akustischen Laboratorium und dem Baustofflaboratorium der Technischen Hochschule Braunschweig. Braunschweig 1935, OCLC 249609871.
- Kleine Baustoffkunde. Vieweg Verlag, Braunschweig 1948, OCLC 176650048.